# Psychomyia gonzalezi
Psychomyia gonzalezi är en nattsländeart som beskrevs av Schmid 1997. Psychomyia gonzalezi ingår i släktet Psychomyia och familjen tunnelnattsländor. Inga underarter finns listade i Catalogue of Life.